# Femme fatale

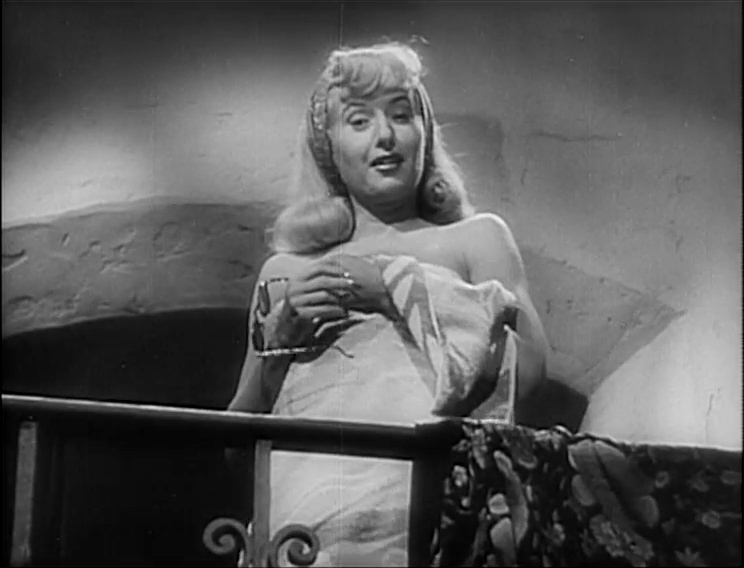
Barbara Stanwyck jako femme fatale z filmu Podwójne ubezpieczenie

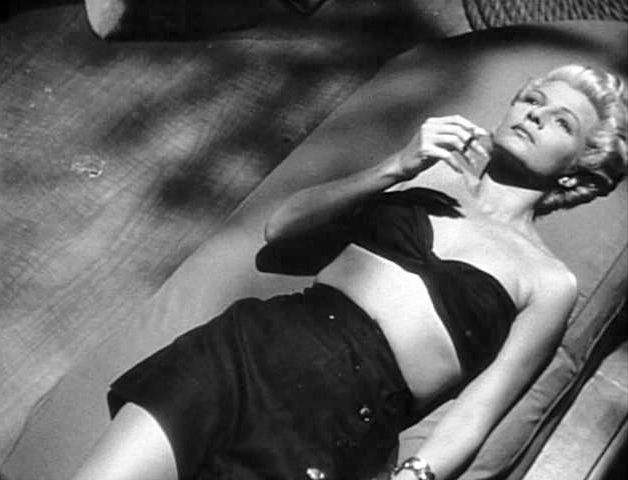
Rita Hayworth jako femme fatale w Damie z Szanghaju

Femme fatale (wym. [fam fatal]), kobieta fatalna – związek frazeologiczny oznaczający kobietę przynoszącą mężczyźnie porażkę i zgubę. Zwrot femme fatale jest zwyczajowo używany do opisania kobiet, za których przyczyną rozpadają się małżeństwa, a także kobiet wykorzystujących swoją pozycję społeczną lub cechy osobowości do wykorzystywania mężczyzn na różne sposoby ze szkodą dla nich. Femme fatale to kobieta świadomie zdobywająca, wykorzystująca i porzucająca mężczyznę.
Motyw femme fatale wywodzi się ze starożytnych wierzeń. Wczesnymi przykładami femme fatale są: sumeryjska bogini Isztar i biblijne Dalila i Salome oraz Lilith z tradycji judaistycznej. W mitologii greckiej funkcję femme fatale pełnią syreny, Sfinks, Skylla i Klitajmestra.
W XIX w. i na początku XX motyw femme fatale stał się modny i pojawiał się m.in. w twórczości Aleksandra Dumasa, Edvarda Muncha, Gustava Klimta, Gustave’a Moreau, Joris-Karla Huysmansa oraz Alfonsa Muchy.
Jedną z pierwszych polskich femme fatale była Aspazja z powieści Poganka (wyd. 1846) Narcyzy Żmichowskiej oraz Izabela Łęcka z powieści Lalka (wyd. książkowe 1890) Bolesława Prusa.
Postać femme fatale często występowała w kinie gangsterskim oraz kinie noir. Wizerunek „kobiety fatalnej” utrwaliły Lauren Bacall w Wielkim śnie, Barbara Stanwyck w Podwójnym ubezpieczeniu i Rita Hayworth w filmach: Gilda, czy Dama z Szanghaju a także: Rebecca Romijn w Femme fatale.
Miano femme fatale uzyskała także Mata Hari, egzotyczna tancerka, uznana za winną podwójnego szpiegostwa w okresie I wojny światowej.